# Lápafő, Tolna
Lápafő  este un sat în districtul Dombóvár, județul Tolna, Ungaria, având o populație de 174 de locuitori (2011). 

## Demografie
Componența etnică a satului Lápafő
     Maghiari (94,48%)
     Germani (5,52%)
Componența confesională a satului Lápafő
     Reformați (38,51%)
     Romano-catolici (35,06%)
     Fără religie (8,62%)
     Luterani (1,72%)
     Necunoscută (16,09%)
Conform recensământului din 2011, satul Lápafő avea 174 de locuitori. Din punct de vedere etnic, majoritatea locuitorilor (94,48%) erau maghiari, cu o minoritate de germani (5,52%). Nu există o religie majoritară, locuitorii fiind reformați (38,51%), romano-catolici (35,06%), persoane fără religie (8,62%) și luterani (1,72%). Pentru 16,09% din locuitori nu este cunoscută apartenența confesională.